# Acanthodactylus tristrami
Acanthodactylus tristrami е вид влечуго от семейство Гущерови (Lacertidae). Видът не е застрашен от изчезване.

## Разпространение и местообитание
Разпространен е в Йордания, Ливан и Сирия.
Обитава пустинни области и степи.